# Shoin-zukuri

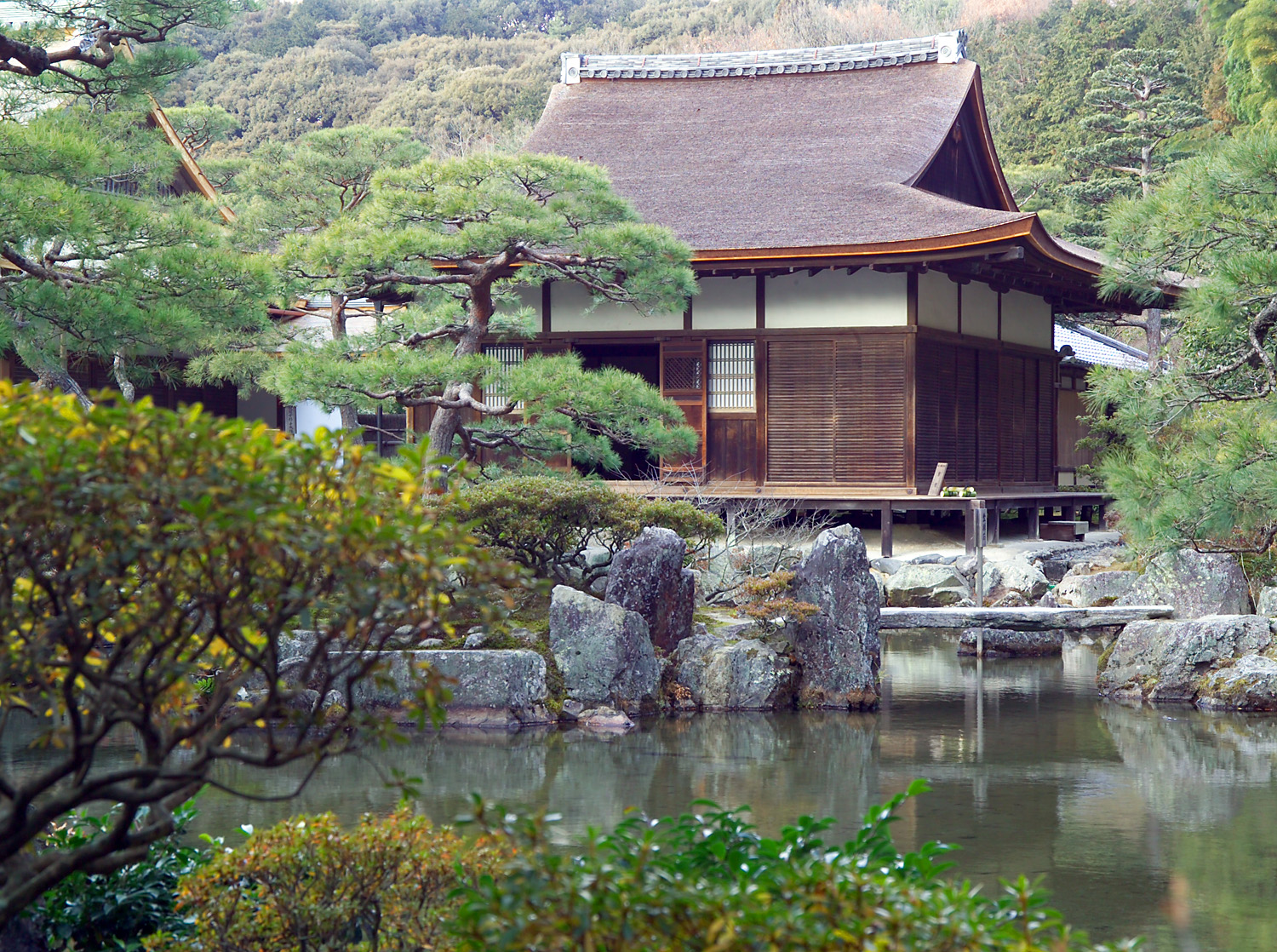
Tōgu-Dō de Ginkaku-ji é o mais antigo exemplo sobrevivente de shoin-zukuri

Shoin-zukuri (書院造) (lit. estilo shoin) é um estilo de arquitetura residencial japonesa. O estilo recebeu o nome a partir de shoin, um termo cujo significado original descrevia uma alcova de segunda ordem ou um espaço destinado ao estudo e palestras sobre o sutra no interior de um templo, mas que mais tarde veio a designar uma simples sala de estar ou de estudo. Tanto o shoin como o tokonoma (alcova para exibição de objectos de arte) e o chigai-dana (prateleiras escalonadas embutidas na parede) constituem-se elementos fulcrais na formação desse estilo, que tiveram a sua origem no período Kamakura (1192-1333), provenientes das habitações monásticas budistas Zen. O estilo foi-se gradualmente desenvolvendo durante o período Muromachi (1338-1573) à medida que o estilo shinden desaparecia (ver: shinden-zukuri). O shoin-zukuri é caracterizado pela sua pequena dimensão (força da perda de rendimentos na aristocracia); a assimetria e uma irregularidade que flui no conjunto das massas criam uma habitação mais compacta; a construção de paredes sólidas e telas deslizantes — shoji. Era comum que a sala principal, onde o shoin, tokonoma e chigai-dana estão localizados, fosse destacada ao elevar o piso principal acima do plano; a esta plataforma é dado o nome de jōdan, e um quarto com o piso subido é denominado de odanoma.